# Уэсли, Блэйк (баскетболист)
Блэйк Уэсли (англ. Blake Wesley; род. 16 марта 2003, Саут-Бенд, Индиана) — американский профессиональный баскетболист клуба НБА «Сан-Антонио Спёрс».

## Профессиональная карьера
23 июня 2022 года Уэсли был выбран под 25-м номером на драфте НБА 2022 года командой «Сан-Антонио Спёрс». Уэсли присоединился к «Спёрс» для участия в Летней лиге НБА 2022 года. В своем дебютном матче Летней лиги Уэсли набрал двадцать очков и пять результативных передач в проигранной со счётом 90–99 игре против «Кливленд Кавальерс». 5 июля 2022 года Уэсли подписал контракт новичка со «Спёрс». Уэсли дебютировал в НБА 28 октября 2022 года, набрав 10 очков и 4 результативные передачи в игре против «Чикаго Буллз», которая закончилась победой со счётом 129–124. Два дня спустя, во второй игре в карьере, Уэсли порвал левую связку колена, столкнувшись с Джейденом Макдэниелсом во второй четверти. 16 декабря Уэсли был переведён в команду «Остин Спёрс» и вернулся в игру менее чем через 7 недель после травмы, набрав 12 очков в проигранном со счётом 112–102 матче против «Мехико-Сити Капитанес» 16 декабря.

## Статистика

### Статистика в НБА
| Сезон                                                                                    | Команда     | Регулярный сезон | Регулярный сезон | Регулярный сезон | Регулярный сезон | Регулярный сезон | Регулярный сезон | Регулярный сезон | Регулярный сезон | Регулярный сезон | Регулярный сезон | Регулярный сезон | Серия плей-офф | Серия плей-офф | Серия плей-офф | Серия плей-офф | Серия плей-офф | Серия плей-офф | Серия плей-офф | Серия плей-офф | Серия плей-офф | Серия плей-офф | Серия плей-офф |
| Сезон                                                                                    | Команда     | GP               | GS               | MPG              | FG%              | 3P%              | FT%              | RPG              | APG              | SPG              | BPG              | PPG              | GP             | GS             | MPG            | FG%            | 3P%            | FT%            | RPG            | APG            | SPG            | BPG            | PPG            |
| ---------------------------------------------------------------------------------------- | ----------- | ---------------- | ---------------- | ---------------- | ---------------- | ---------------- | ---------------- | ---------------- | ---------------- | ---------------- | ---------------- | ---------------- | -------------- | -------------- | -------------- | -------------- | -------------- | -------------- | -------------- | -------------- | -------------- | -------------- | -------------- |
| 2022/23                                                                                  | Сан-Антонио | 37               | 1                | 18,1             | 32,1             | 38,5             | 59,1             | 2,2              | 2,6              | 0,7              | 0,1              | 5,0              | Не участвовал  | Не участвовал  | Не участвовал  | Не участвовал  | Не участвовал  | Не участвовал  | Не участвовал  | Не участвовал  | Не участвовал  | Не участвовал  | Не участвовал  |
| 2023/24                                                                                  | Сан-Антонио | 61               | 3                | 14,4             | 47,4             | 21,8             | 66,7             | 1,5              | 2,7              | 0,5              | 0,1              | 4,4              | Не участвовал  | Не участвовал  | Не участвовал  | Не участвовал  | Не участвовал  | Не участвовал  | Не участвовал  | Не участвовал  | Не участвовал  | Не участвовал  | Не участвовал  |
| 2024/25                                                                                  | Сан-Антонио | 58               | 0                | 11,8             | 43,5             | 29,3             | 62,3             | 1,1              | 2,0              | 0,6              | 0,1              | 3,7              | Не участвовал  | Не участвовал  | Не участвовал  | Не участвовал  | Не участвовал  | Не участвовал  | Не участвовал  | Не участвовал  | Не участвовал  | Не участвовал  | Не участвовал  |
|                                                                                          | Всего       | 156              | 4                | 14,3             | 40,9             | 29,7             | 63,4             | 1,5              | 2,4              | 0,6              | 0,1              | 4,3              | Не участвовал  | Не участвовал  | Не участвовал  | Не участвовал  | Не участвовал  | Не участвовал  | Не участвовал  | Не участвовал  | Не участвовал  | Не участвовал  | Не участвовал  |
| Наведите курсор мыши на аббревиатуры в заголовке таблицы, чтобы прочесть их расшифровку. |             |                  |                  |                  |                  |                  |                  |                  |                  |                  |                  |                  |                |                |                |                |                |                |                |                |                |                |                |

### Статистика в Джи-Лиге
| Сезон                                                                                    | Команда     | Регулярный сезон | Регулярный сезон | Регулярный сезон | Регулярный сезон | Регулярный сезон | Регулярный сезон | Регулярный сезон | Регулярный сезон | Регулярный сезон | Регулярный сезон | Регулярный сезон | Серия плей-офф | Серия плей-офф | Серия плей-офф | Серия плей-офф | Серия плей-офф | Серия плей-офф | Серия плей-офф | Серия плей-офф | Серия плей-офф | Серия плей-офф | Серия плей-офф |
| Сезон                                                                                    | Команда     | GP               | GS               | MPG              | FG%              | 3P%              | FT%              | RPG              | APG              | SPG              | BPG              | PPG              | GP             | GS             | MPG            | FG%            | 3P%            | FT%            | RPG            | APG            | SPG            | BPG            | PPG            |
| ---------------------------------------------------------------------------------------- | ----------- | ---------------- | ---------------- | ---------------- | ---------------- | ---------------- | ---------------- | ---------------- | ---------------- | ---------------- | ---------------- | ---------------- | -------------- | -------------- | -------------- | -------------- | -------------- | -------------- | -------------- | -------------- | -------------- | -------------- | -------------- |
| 2022/23                                                                                  | Остин Спёрс | 14               | 14               | 28,3             | 42,0             | 32,8             | 71,1             | 3,4              | 2,6              | 1,9              | 0,2              | 19,6             | Не участвовал  | Не участвовал  | Не участвовал  | Не участвовал  | Не участвовал  | Не участвовал  | Не участвовал  | Не участвовал  | Не участвовал  | Не участвовал  | Не участвовал  |
| 2023/24                                                                                  | Остин Спёрс | 12               | 12               | 31,3             | 51,0             | 39,3             | 48,8             | 4,4              | 4,3              | 1,3              | 0,7              | 17,5             | Не участвовал  | Не участвовал  | Не участвовал  | Не участвовал  | Не участвовал  | Не участвовал  | Не участвовал  | Не участвовал  | Не участвовал  | Не участвовал  | Не участвовал  |
|                                                                                          | Всего       | 26               | 26               | 29,7             | 45,6             | 35,9             | 60,2             | 3,8              | 3,4              | 1,6              | 0,4              | 18,6             | Не участвовал  | Не участвовал  | Не участвовал  | Не участвовал  | Не участвовал  | Не участвовал  | Не участвовал  | Не участвовал  | Не участвовал  | Не участвовал  | Не участвовал  |
| Наведите курсор мыши на аббревиатуры в заголовке таблицы, чтобы прочесть их расшифровку. |             |                  |                  |                  |                  |                  |                  |                  |                  |                  |                  |                  |                |                |                |                |                |                |                |                |                |                |                |

### Статистика в NCAA
| Сезон | Команда  | Conf  | Class | GP | GS | MPG  | FG%  | 3P%  | FT%  | RPG | APG | SPG | BPG | PPG  |
| --- | -------- | ----- | ----- | -- | -- | ---- | ---- | ---- | ---- | --- | --- | --- | --- | ---- |
| 2021/22 | Нотр-Дам | ACC   | FR    | 35 | 28 | 29,3 | 40,4 | 30,3 | 65,7 | 3,7 | 2,4 | 1,3 | 0,1 | 14,4 |
| Всего | Всего    | Всего | Всего | 35 | 28 | 29,3 | 40,4 | 30,3 | 65,7 | 3,7 | 2,4 | 1,3 | 0,1 | 14,4 |
| Наведите курсор мыши на аббревиатуры в заголовке таблицы, чтобы прочесть их расшифровку Статистика приведена с сайта sports-reference.com |          |       |       |    |    |      |      |      |      |     |     |     |     |      |